# 1 500 meter för herrar i friidrott vid olympiska sommarspelen 2012
Herrarnas 1500 meter vid olympiska sommarspelen 2012, i London i Storbritannien avgjordes den tredje, femte samt sjunde augusti på Londons Olympiastadion. Tävlingen inleddes med en försöksomgång där alla deltagare försökte att kvalificera sig till det efterföljande steget i tävlingen. Efter försöksomgången hölls semifinaler och till sist finalen där 8 atleter deltog. Asbel Kiprop från Kenya var regerande mästare efter sin seger i Peking 2008.

## Medaljörer
| Event       | Guld                       | Guld                       | Silver             | Silver             | Brons                     | Brons                     |
| 1 500 meter | Taoufik Makhloufi Algeriet | Taoufik Makhloufi Algeriet | Leonel Manzano USA | Leonel Manzano USA | Abdalaati Iguider Marocko | Abdalaati Iguider Marocko |

## Rekord
Före tävlingarna gällde dessa rekord:
| Världsrekord (WR)     | Hicham El Guerrouj (MAR) | 3.26,00 | Rom, Italien       | 14 juli 1998  | [ 4 ] |
| Olympiskt rekord (OR) | Noah Ngeny (KEN)         | 3.32,07 | Sydney, Australien | 29 sept. 2000 | [ 5 ] |
| Världsårsbästa (WL)   | Asbel Kiprop (KEN)       | 3:28,88 | Monaco             | 20 juli 2012  |       |

## Program
Tider anges i lokal tid, det vill säga västeuropeisk sommartid (UTC+1).
3 augusti
- 20:05 – Försök

5 augusti
- 20:15 – Semifinal

7 augusti
- 21:15 – Final

## Resultat

### Försöksomgång
Den inledande försöksomgången ägde rum den 3 augusti.

#### Heat 1
| Placering | Idrottare            | Land           | Tid     | Noteringar |
| --------- | -------------------- | -------------- | ------- | ---------- |
| 1         | Taoufik Makhloufi    | Algeriet       | 3:35.15 | Q          |
| 2         | Mekonnen Gebremedhin | Etiopien       | 3:36.56 | Q          |
| 3         | Asbel Kiprop         | Kenya          | 3:36.59 | Q          |
| 4         | Ross Murray          | Storbritannien | 3:36.74 | Q          |
| 5         | Mohamad Al-Garni     | Qatar          | 3:36.99 | Q          |
| 6         | Leonel Manzano       | USA            | 3:37.00 | Q          |
| 7         | Florian Carvalho     | Frankrike      | 3:37.05 | q, SB      |
| 8         | Mohamed Moustaoui    | Marocko        | 3:37.41 | q          |
| 9         | Ryan Gregson         | Australien     | 3:38.54 | q          |
| 10        | Belal Mansoor Ali    | Bahrain        | 3:38.69 | q          |
| 11        | Jegor Nikolajev      | Ryssland       | 3:38.92 | q, SB      |
| 12        | Álvaro Rodríguez     | Spanien        | 3:41.54 |            |
| 13        | Teklit Teweldebrhan  | Eritrea        | 3:42.88 |            |
| 14        | Mamadou Barry        | Guinea         | 4:05.08 |            |
| 15        | Rabiou Guero Gao     | Niger          | 4:05.46 |            |

#### Heat 2
| Placering | Idrottare               | Land           | Tid     | Noteringar |
| --------- | ----------------------- | -------------- | ------- | ---------- |
| 1         | Mohammed Shaween        | Saudiarabien   | 3:39.42 | Q, SB      |
| 2         | Hamza Driouch           | Qatar          | 3:39.67 | Q          |
| 3         | İlham Tanui Özbilen     | Turkiet        | 3:39.70 | Q          |
| 4         | Silas Kiplagat          | Kenya          | 3:39.79 | Q          |
| 5         | Nathan Brannen          | Kanada         | 3:39.95 | Q          |
| 6         | Andrew Baddeley         | Storbritannien | 3:40.34 | Q          |
| 7         | Andrew Wheating         | USA            | 3:40.92 | q          |
| 8         | David Bustos            | Spanien        | 3:41.34 |            |
| 9         | Dmitrijs Jurkevičs      | Lettland       | 3:41.40 |            |
| 10        | Dawit Wolde             | Etiopien       | 3:41.81 |            |
| 11        | Niclas Sandells         | Finland        | 3:42.67 |            |
| 12        | Jamale Aarrass          | Frankrike      | 3:45.13 |            |
| 13        | Mohamed Mohamed         | Somalia        | 3:46.16 |            |
| 14        | Nabil Mohammed Al-Garbi | Jemen          | 3:55.46 | SB         |
| -         | Amine Laâlou            | Marocko        |         | DNS        |

#### Heat 3
| Placering | Idrottare           | Land         | Tid     | Noteringar |
| --------- | ------------------- | ------------ | ------- | ---------- |
| 1         | Nick Willis         | Nya Zeeland  | 3:40.92 | Q          |
| 2         | Abdalaati Iguider   | Marocko      | 3:41.08 | Q          |
| 3         | Yoann Kowal         | Frankrike    | 3:41.12 | Q          |
| 4         | Henrik Ingebrigtsen | Norge        | 3:41.33 | Q          |
| 5         | Matthew Centrowitz  | USA          | 3:41.39 | Q          |
| 6         | Carsten Schlangen   | Tyskland     | 3:41.51 | Q          |
| 7         | Diego Ruiz          | Spanien      | 3:41.52 |            |
| 8         | Aman Wote           | Etiopien     | 3:41.67 |            |
| 9         | Nixon Chepseba      | Kenya        | 3:42.29 | Appeal     |
| 10        | Emad Noor           | Saudiarabien | 3:42.95 |            |
| 11        | Eduar Villanueva    | Venezuela    | 3:43.11 |            |
| 12        | Andreas Vojta       | Österrike    | 3:43.52 |            |
| 13        | Ciarán O'Lionaird   | Irland       | 3:48.35 | SB         |
| 14        | Samuel Vázquez      | Puerto Rico  | 3:49.19 |            |

### Semifinaler
Semifinalerna hölls den 5 augusti.

#### Semifinal 1
| Rank | Athlete              | Country        | Time    | Notes |
| ---- | -------------------- | -------------- | ------- | ----- |
| 1    | Taoufik Makhloufi    | Algeriet       | 3:42.25 | Q     |
| 2    | Asbel Kiprop         | Kenya          | 3:42.92 | Q     |
| 3    | Mekonnen Gebremedhin | Etiopien       | 3:42.93 | Q     |
| 4    | Leonel Manzano       | USA            | 3:42.94 | Q     |
| 5    | Henrik Ingebrigtsen  | Norge          | 3:43.26 | Q     |
| 6    | Mohamed Moustaoui    | Marocko        | 3:43.33 |       |
| 7    | Mohammed Shaween     | Saudiarabien   | 3:43.39 |       |
| 8    | Yoann Kowal          | Frankrike      | 3:43.48 |       |
| 9    | Andrew Wheating      | USA            | 3:44.88 |       |
| 10   | Ross Murray          | Storbritannien | 3:44.92 |       |
| 11   | Hamza Driouch        | Qatar          | 3:49.40 |       |
| 12   | Ryan Gregson         | Australien     | 3:51.86 |       |

#### Semifinal 2
| Placering | Idrottare           | Land           | Tid     | Noteringar |
| --------- | ------------------- | -------------- | ------- | ---------- |
| 1         | Abdalaati Iguider   | Marocko        | 3:34.00 | Q, SB      |
| 2         | Silas Kiplagat      | Kenya          | 3:34.60 | Q          |
| 3         | Nick Willis         | Nya Zeeland    | 3:34.70 | Q          |
| 4         | Nixon Chepseba      | Kenya          | 3:34.89 | Q          |
| 5         | Matthew Centrowitz  | USA            | 3:34.90 | Q, SB      |
| 6         | İlham Tanui Özbilen | Turkiet        | 3:35.18 | q          |
| 7         | Belal Mansoor Ali   | Bahrain        | 3:35.40 | q, SB      |
| 8         | Andrew Baddeley     | Storbritannien | 3:36.03 |            |
| 9         | Mohamad Al-Garni    | Qatar          | 3:36.78 |            |
| 10        | Jegor Nikolajev     | Ryssland       | 3:37.28 | PB         |
| 11        | Carsten Schlangen   | Tyskland       | 3:38.23 |            |
| 12        | Nathan Brannen      | Kanada         | 3:39.26 |            |
| 13        | Florian Carvalho    | Frankrike      | 3:40.61 |            |

### Final
Finalen ägde rum den 7 augusti.
| Placering | Idrottare            | Land        | Tid     | Noteringar |
| --------- | -------------------- | ----------- | ------- | ---------- |
| 1         | Taoufik Makhloufi    | Algeriet    | 3.34,08 |            |
| 2         | Leonel Manzano       | USA         | 3.34,79 | SB         |
| 3         | Abdalaati Iguider    | Marocko     | 3.35,13 |            |
| 4         | Matthew Centrowitz   | USA         | 3.35,17 |            |
| 5         | Henrik Ingebrigtsen  | Norge       | 3.35,43 | NR         |
| 6         | Mekonnen Gebremedhin | Etiopien    | 3.35,44 |            |
| 7         | Silas Kiplagat       | Kenya       | 3.36,19 |            |
| 8         | İlham Tanui Özbilen  | Turkiet     | 3.36,72 |            |
| 9         | Nick Willis          | Nya Zeeland | 3.36,94 |            |
| 10        | Belal Mansoor Ali    | Bahrain     | 3.37,98 |            |
| 11        | Nixon Chepseba       | Kenya       | 3.39,04 |            |
| 12        | Asbel Kiprop         | Kenya       | 3.43,83 |            |